# Bermudagrondspecht
De bermudagrondspecht (Colaptes oceanicus) was een vogel uit de familie Picidae (spechten). Het is een endemische, uitgestorven soort specht waarvan de fossielen in 2013 zijn beschreven.

## Beschrijving
Waarschijnlijk was deze specht in de 17de eeuw nog niet uitgestorven en wordt in een reisbeschrijving uit 1623 van de ontdekkingsreiziger John Smith aan deze specht gerefereerd.
De soortbeschrijving uit 2013 is gebaseerd op de vondst van een botje dat werd gevonden in 1981 in afzettingen uit het Holoceen in een grot op Bermuda in de parish Hamilton.